# Palmgracht 74
Palmgracht 74/Lijnbaansgracht 15A-C is een gebouw in Amsterdam-Centrum.
Volgens de kaart van Joan Blaeu uit 1649 stond hier al bebouwing, alhoewel er ook nog open plekken waren. Het was een moeilijk bouwkundig in te delen driehoek tussen Lijnbaansgracht, Palmgracht en Brouwersgracht. Op de driehoek werd niet veel later de Driehoekstraat aangelegd.
Het gebouw dateert van beginjaren zeventig van de 19e eeuw. Het gebouw werd opgeleverd als de 21e openbare armenschool in Amsterdam. De ontwerpen voor die scholen was uitbesteed aan de Dienst der Publieke Werken waar toen Bastiaan de Greef de belangrijkste architect was. Van De Greef is bekend, dat hij veel werk uitbesteedde, maar wel bepalend was voor de stijl waarin gebouwd zou worden. Het gebouw heeft de vorm van een taartpunt, de Palmgracht staat niet loodrecht op de Lijnbaansgracht. De school stond tijdens de bouw aan twee grachten met een hoge brug voor de deur. De Palmgracht werd vanwege de slechte hygiëne ter plaatse in 1895 gedempt. In 1976 verdween de Palmgrachtschool, ze ging op in de Rozenschool. Het gebouw werd gerenoveerd tot bedrijvencentrum en werd in 2007 benoemd tot gemeentelijk monument.
Het volgende gebouw aan de Lijnbaansgracht draagt nummer 18 en is een rijksmonument; twee panden aan de overkant van de Palmgracht 73-79 zijn eveneens rijksmonument.

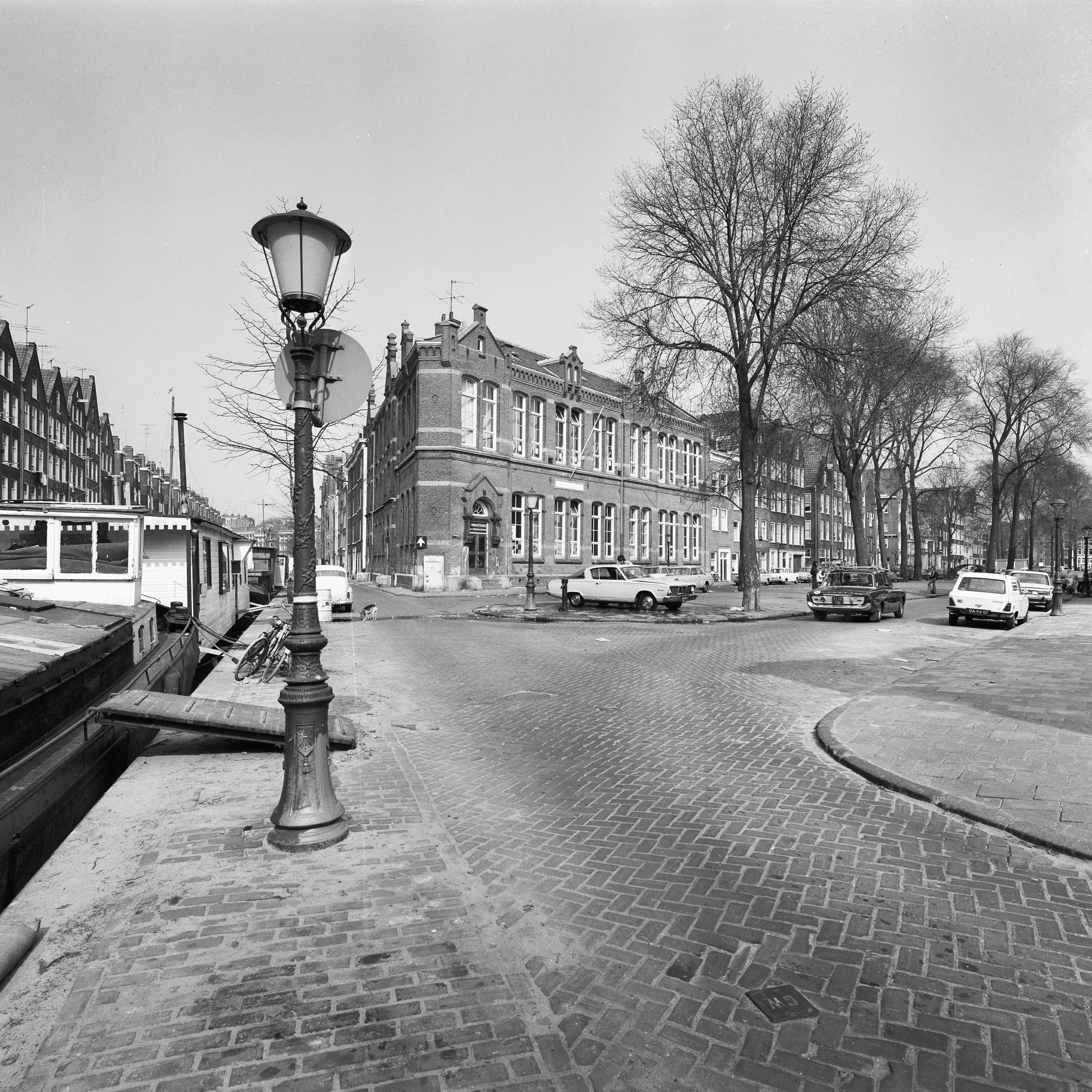
Het schoolgebouw in 1974